# 澳洲雀鯛
金雀鯛（學名：Pomacentrus australis），是輻鰭魚綱鱸形目雀鯛科雀鯛屬的其中一種，分布於西南太平洋澳洲新南威爾斯大堡礁至雪梨海域，深度5至35公尺，體長可達8公分，棲息在潟湖及珊瑚礁，單獨或成小群活動，主要以藻類為食，繁殖期時成對出現，雄魚會守護卵直到孵化，生活習性不明。